# 兹米约夫卡 (奥廖尔州)
兹米约夫卡（羅馬化：Zmiyovka）是俄罗斯奥廖尔州的市级镇、斯维尔德洛夫区行政中心及规模最大聚居地，地处奥廖尔州中部，位于州府奥廖尔东南方。镇内设有同名铁路车站。连接奥廖尔与坦波夫的R119公路从镇东北侧经过。
镇以当地铁路车站命名，来自地主的姓氏兹米约夫（Змиёв）。该地2022年人口有5,479人；2010年人口5,976；2002年人口6,373；1989年人口6,295。